# Religia w Papui-Nowej Gwinei
Religia w Papui-Nowej Gwinei zdominowana jest przez chrześcijaństwo. Cześć społeczeństwa nadal jednak praktykuje tradycyjne wierzenia plemienne, magię i czary. Konstytucja i inne ustawy państwowe ochraniają wolność religijną. Rząd w praktyce przestrzega tych ustaw i nie było doniesień o nadużyciach społecznych oraz dyskryminacji ze względu na przynależność religijną, wiarę, lub praktyki religijne. Za święta państwowe uznawane są: Wielki Piątek, Poniedziałek Wielkanocny i Boże Narodzenie.
Według badań Operation World z 2010 roku chrześcijaństwo wyznawało 95,8% populacji, a 3,5% praktykowało tradycyjne religie plemienne. Inne mniejsze religie to: bahaizm, buddyzm, islam i religie chińskie. 0,3% ludności nie wyznawało żadnej religii. Chrześcijaństwo reprezentowane jest głównie przez różne wyznania protestanckie (ok. 65%) i katolicyzm (28,3%).
Największe wyznania protestanckie stanowią: metodyści i kalwini zrzeszeni w Kościele Zjednoczonym, luteranie, zielonoświątkowcy, adwentyści dnia siódmego i anglikanie. Ruch zielonoświątkowy obejmuje 13,3% populacji, a razem z ruchem charyzmatycznym obejmuje 18,1% populacji.
Obecne są tutaj także niewielkie grupy mormonów i Świadków Jehowy.

## Statystyki
Ważniejsze religie i denominacje w 2010 roku:
| Religie/kościoły                            | Liczba wiernych (w tys.) | Procent ludności |
| ------------------------------------------- | ------------------------ | ---------------- |
| Kościół katolicki                           | 1825                     | 28,3%            |
| Kościół Zjednoczony                         | 1085                     | 16,8%            |
| Kościół Ewangelicko-Luterański              | 858                      | 13,3%            |
| Zbory Boże                                  | 480                      | 7,5%             |
| Kościół Adwentystów Dnia Siódmego           | 348,4                    | 5,4%             |
| Tradycyjne religie etniczne                 | 241,1                    | 3,5%             |
| Kościół Anglikański                         | 169,5                    | 2,6%             |
| Kościół Luterański Gutnius                  | 152                      | 2,4%             |
| Christian Revival Crusade                   | 104,4                    | 1,6%             |
| Kościół Poczwórnej Ewangelii                | 103                      | 1,6%             |
| Zielonoświątkowy Kościół Betel Tabernakulum | 89                       | 1,4%             |
| Kościół Ewangeliczny                        | 81,5                     | 1,3%             |
| Evangelical Brotherhood Church              | 69                       | 1,0%             |
| Unia Baptystyczna                           | 66                       | 1,0%             |
| Revival Centre                              | 49                       | 0,8%             |
| Zjednoczony Kościół Zielonoświątkowy        | 46,5                     | 0,7%             |
| Kościół Apostolski                          | 45                       | 0,7%             |
| Protestancki Kościół NTM                    | 42,4                     | 0,7%             |
| Kościół Nazarejczyka                        | 26,7                     | 0,4%             |
| Evangelical Bible Mission                   | 24,65                    | 0,4%             |
| Apostolski Kościół Chrześcijański           | 24,2                     | 0,35%            |
| Mormoni (2019)                              | 28,2                     | 0,34%            |
| Bahaizm                                     | 17,2                     | 0,25%            |
| Świadkowie Jehowy (2022)                    | 5,2                      | 0,06%            |
| Buddyzm                                     | 3,4                      | 0,05%            |
| Islam                                       | 2,8                      | 0,04%            |
| Religie chińskie                            | 1,3                      | 0,02%            |